# Leszek Allerhand
Leszek Leon Allerhand (ur. 1 października 1931 we Lwowie, zm. 3 kwietnia 2018 w Zakopanem) – polski doktor nauk medycznych, wnuk i spadkobierca spuścizny prof. Maurycego Allerhanda, wybitnego przedwojennego prawnika; były ordynator szpitala w Zakopanem, były główny lekarz polskiej kadry olimpijskiej w sportach zimowych.

## Życiorys
Urodził się we Lwowie w zamożnej, zasymilowanej rodzinie żydowskiego pochodzenia. Jego ojciec, Joachim Herman (1897–1970), prowadził kancelarię adwokacką wraz ze swym ojcem Maurycym, profesorem prawa na Uniwersytecie Jana Kazimierza we Lwowie. Matka, Zinaida z domu Rubinstein (1908–1978), z pochodzenia Rosjanka, przybyła do Polski uciekając przed rewolucją październikową.
Po zajęciu Lwowa przez wojska niemieckie jesienią 1942 wraz z całą rodziną został zmuszony do osiedlenia się w getcie, z którego jednak udało mu się zbiec wraz z rodzicami. Przez resztę wojny ukrywał się z matką na terenie miasta, kilkakrotnie zmieniając kryjówki. Jego ojciec od 1942 pracował na podstawie sfałszowanych dokumentów jako stolarz w Jaworowie. 
Joachim, Zinaida i Leszek Allerhandowie byli jedynymi ocalałymi spośród 35 krewnych. Po wyzwoleniu rodzinę przymusowo wysiedlono ze Lwowa do Krakowa. Leszek Allerhand ukończył studia na Akademii Medycznej w Krakowie, był stypendystą Ministerstwa Zdrowia w Studium Szkolenia Kadr Lekarskich. W 1963 zamieszkał na stałe w Zakopanem, gdzie pracował jako lekarz w miejscowym szpitalu i pełnił szereg innych funkcji, w tym m.in. głównego lekarza polskiej kadry olimpijskiej w sportach zimowych.
Leszek Allerhand był współautorem książki pt. Zapiski z tamtego świata. Zawiera ona odnalezione notatki jego dziadka, Maurycego Allerhanda, sporządzane podczas okupacji na odwrocie kopii pism procesowych z kancelarii, przeplatane wspomnieniami wnuka. Jest też twórcą filmu o losach swego dziadka pt. Pasja życia z 2004. Przygotował też filmy poświęcone m.in. ks. Stanisławowi Musiałowi oraz wspomnieniom ze Lwowa (Zapiski z tamtego świata). W 2010 r. wydał album Żydzi Lwowa, z przedmową Adama Redzika. W 2011 r. ukazało się natomiast drugie, poprawione i uzupełnione wydanie Zapisków z tamtego świata. 
Leszek Allerhand był jednym z fundatorów powstałego w 2009 Instytutu Allerhanda.
Zmarł w wieku 87 lat. Został pochowany 10 kwietnia 2018 r. na Nowym Cmentarzu w Zakopanem (kw. A1-1-1).

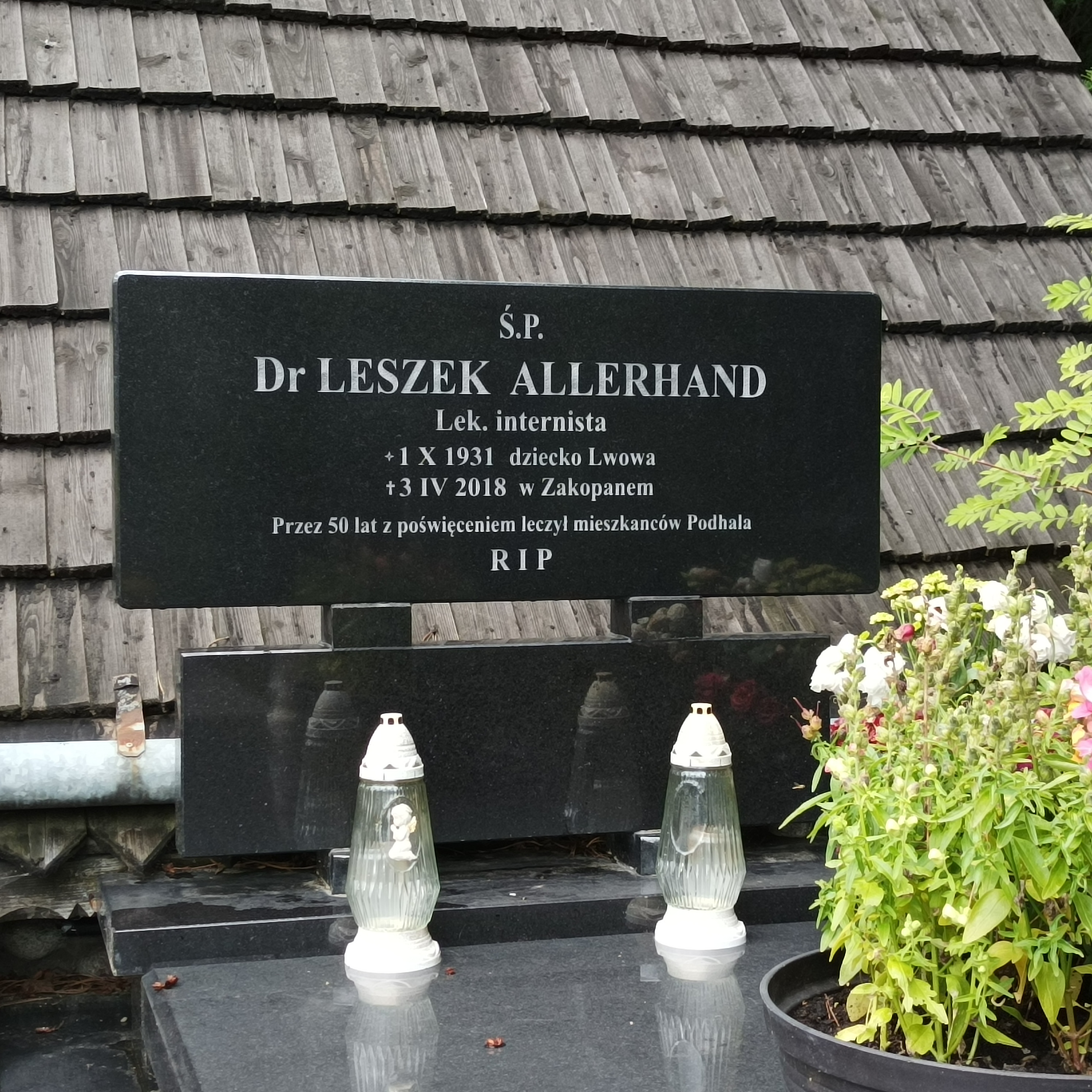
Grób Leszka Allerhanda na Nowym Cmentarzu w Zakopanem

Żoną Leszka Allerhanda była Alina Towarnicka-Allerhand, m.in. malująca na szkle techniką zbliżoną do prymitywizmu. Leszek Allerhand wydał w 2013 r. album poświęcony malarstwu żony: Na szkle malowane. 